# Tony Burton
Anthony Burton, conhecido artisticamente como Tony Burton (Flint, 23 de março de 1937 - Califórnia, 25 de fevereiro de 2016), foi um ator, boxeador e jogador de futebol americano, mais conhecido pelo papel de Duke na série dos filmes Rocky, tendo inclusive reaparecido com este papel no sexto episódio, Rocky Balboa. É um dos três atores a ter aparecido em todos os filmes da série.
Tony Burton morreu em 25 de fevereiro de 2016 na Califórnia, após estar doente por um ano, mas sem ter sua doença diagnosticada.

## Filmografia
- The Black Godfather (1974)
  - Trackdown (1976)
    - The Bingo Long Traveling All-Stars & Motor Kings (1976)

- Rocky (1976)
  - Assault on Precinct 13 (1976)
  - Beyond Reason (1977)
    - Heroes (1977)
- Rocky II (1979)
- The Shining (1980)
  - The Hunter (1980)
    - Inside Moves (1980)
- Rocky III (1982)
- Rocky IV (1985)
  - Armed and Dangerous (1986)
    - Side Out (1990)
- Rocky V (1990)
  - Mission of Justice (1991)
  - Hook (1991)
    - House Party 2 (1991)
      - Shade (2003)
        - Exorcism (2003)
- Rocky Balboa (2006)
  - Hack! (2007)